# Battaglia di 'Ayn al-Tamr
La battaglia di ʿAyn al-Tamr (in arabo معركة عين التمر‎?, Maʿrakat ʿAyn al-Tamr) ebbe luogo appena l'esercito califfale arabo-islamico ebbe conquistato la città di ʿAyn al-Tamr, in cui avevano trovato un monastero con numerosi preti arabo-cristiani. Fra essi si trovavano Nuṣayr e Sīrīn, che abbracciarono senz'altro l'Islam.
Nuṣayr era il padre di Musa ibn Nusayr, comandante supremo delle forze che conquistarono la Spagna sotto la guida militare del berbero Tariq ibn Ziyad, suo secondo in comando, mentre Sīrīn era il padre dello studioso Ibn Sīrīn, che sarebbe diventato un teologo di vasta e duratura fama.
La battaglia ebbe luogo in Mesopotamia (odierno Iraq) tra arabo-musulmani (Banū al-Namir b. Qāsit, Taghlib, dei B. Bakr, e Iyād) e Sasanidi, appoggiato da un capo arabo cristiano: ʿAqqa b. Qays al-Namarī, altrimenti detto ʿAqqa b. Abī ʿAqqa. ʿAyn al-Tamr si trovava a ovest di al-Anbār, da poco conquistata ed era un posto di frontiera che era stato voluto a suo tempo dai Sasanidi.
I musulmani ebbero la meglio sui nemici. Secondo le fonti islamiche, Khalid ibn al-Walid catturò personalmente il comandante arabo cristiano, ʿAqqa ibn Qays al-Namarī, e lo mandò a morte.